# Chertsey Abbey

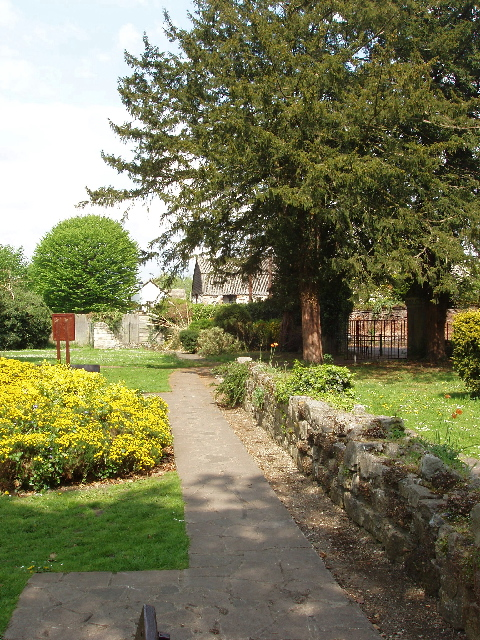
Ruin i Chertsey Abbey

Chertsey Abbey var ett kloster beläget i vad som idag är Chertsey i Sussex i England. Klostret grundades år 666 av Erkenwald, biskop av London. Efter att kung Edgar drivit ut prästerna år 964 och ersatt dessa med benediktinermunkar så växte klostret till att bli ett av de största benediktinerklostren i England med stöd av feodalherrar. Klostret upplöstes av Henrik VIII år 1536, som sedan använde sten taget från klostret för att bygga sitt palats i Oatlands. Byborna i Chertsey tog också sten från klostret för att stärka vägarna, och vid slutet av 1800-talet återstod endast delar av ytterväggarna, vilket är det som finns kvar idag.